# Avesnes (Pas-de-Calais)
Avesnes ist eine französische Gemeinde im Département Pas-de-Calais in der Region Hauts-de-France. Sie gehört zum Kanton Lumbres im Arrondissement Montreuil. Nachbargemeinden von Avesnes sind Ergny im Norden, Herly im Südosten, Maninghem im Westen und Wicquinghem im Nordwesten.

## Lage
Die Gemeinde Avesnes liegt im Artois, 18 Kilometer nordöstlich von Montreuil-sur-Mer. Nachbargemeinden von Avesnes sind Ergny im Norden, Herly im Osten und Süden, Maninghem im Westen sowie Wicquinghem im Nordwesten.

## Bevölkerungsentwicklung
| Jahr                       | 1962 | 1968 | 1975 | 1982 | 1990 | 1999 | 2006 | 2012 | 2022 |
| -------------------------- | ---- | ---- | ---- | ---- | ---- | ---- | ---- | ---- | ---- |
| Einwohner                  | 68   | 70   | 53   | 47   | 44   | 46   | 36   | 42   | 49   |
| Quellen: Cassini und INSEE |      |      |      |      |      |      |      |      |      |

## Sehenswürdigkeiten

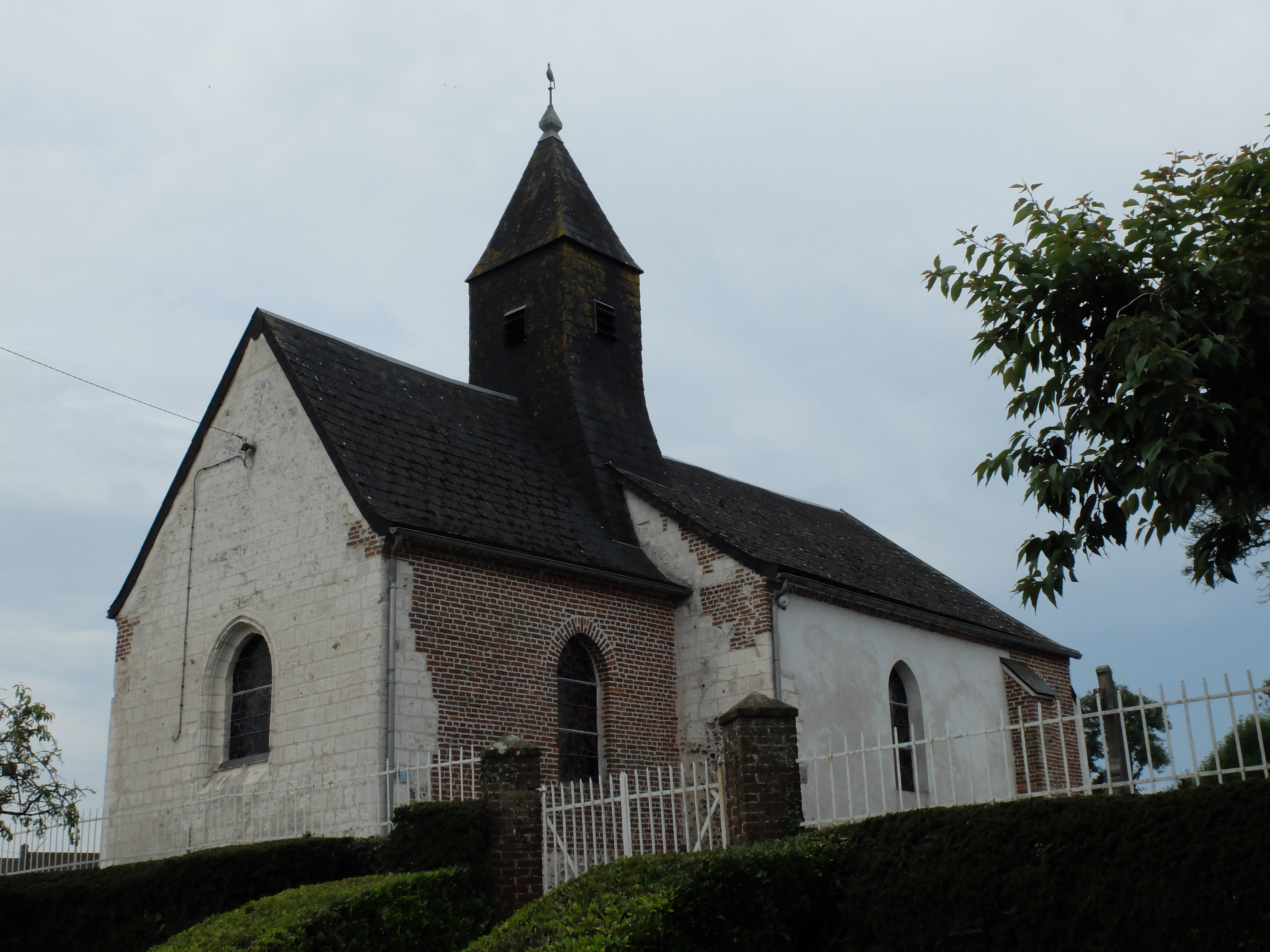
Kirche Saint-Martin

- Kirche Saint-Martin